# Stip (gerecht)
Stip is een streekgerecht uit de Nederlandse provincies Groningen, Drenthe en Overijssel. Het recept is ook bekend onder de namen stip-in-t-gat, stip in 't kuiltje, potstroop, postro en luie wievenkost.
Het gerecht wordt geserveerd als een kluit boekweitenpap met bovenin een kuiltje met daarin heet uitgebakken spek (reuzel, het liefst met kaantjes) met een flinke eetlepel stroop. 
Tijdens het eten wordt van de buitenkant van de pap met een lepel een hapje genomen, die voor deze in de mond wordt gestoken eerst in de reuzel met stroop wordt gedoopt. Dit gebeurt net zo lang tot ergens de rand van het kuiltje doorbreekt. Vanwege dit aspect is het gerecht geliefd bij kinderen, maar ook omdat het een zoet gerecht is.
Stip is het regionale woord voor jus en is afgeleid van het werkwoord stippen, dat kort indopen betekent. De naam van het gerecht is dus een pars pro toto.

## Varianten
In plaats van boekweitmeel wordt het gerecht ook wel van bloem gemaakt en in plaats van spek en stroop wordt stip ook gegeten met boter en suiker.